# Gamle Hamn (Fårö)

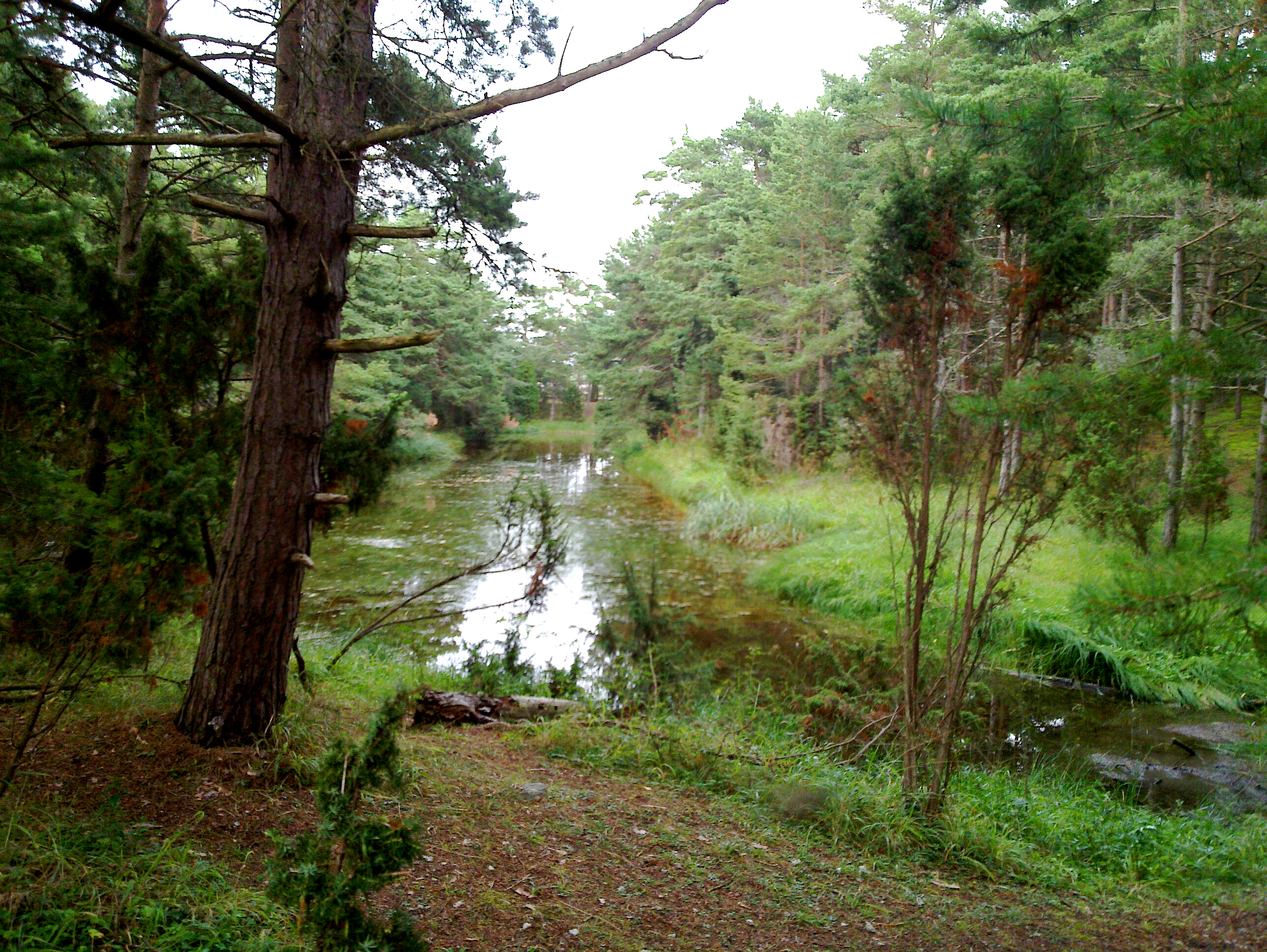
Blick auf das ehemalige Hafenbecken

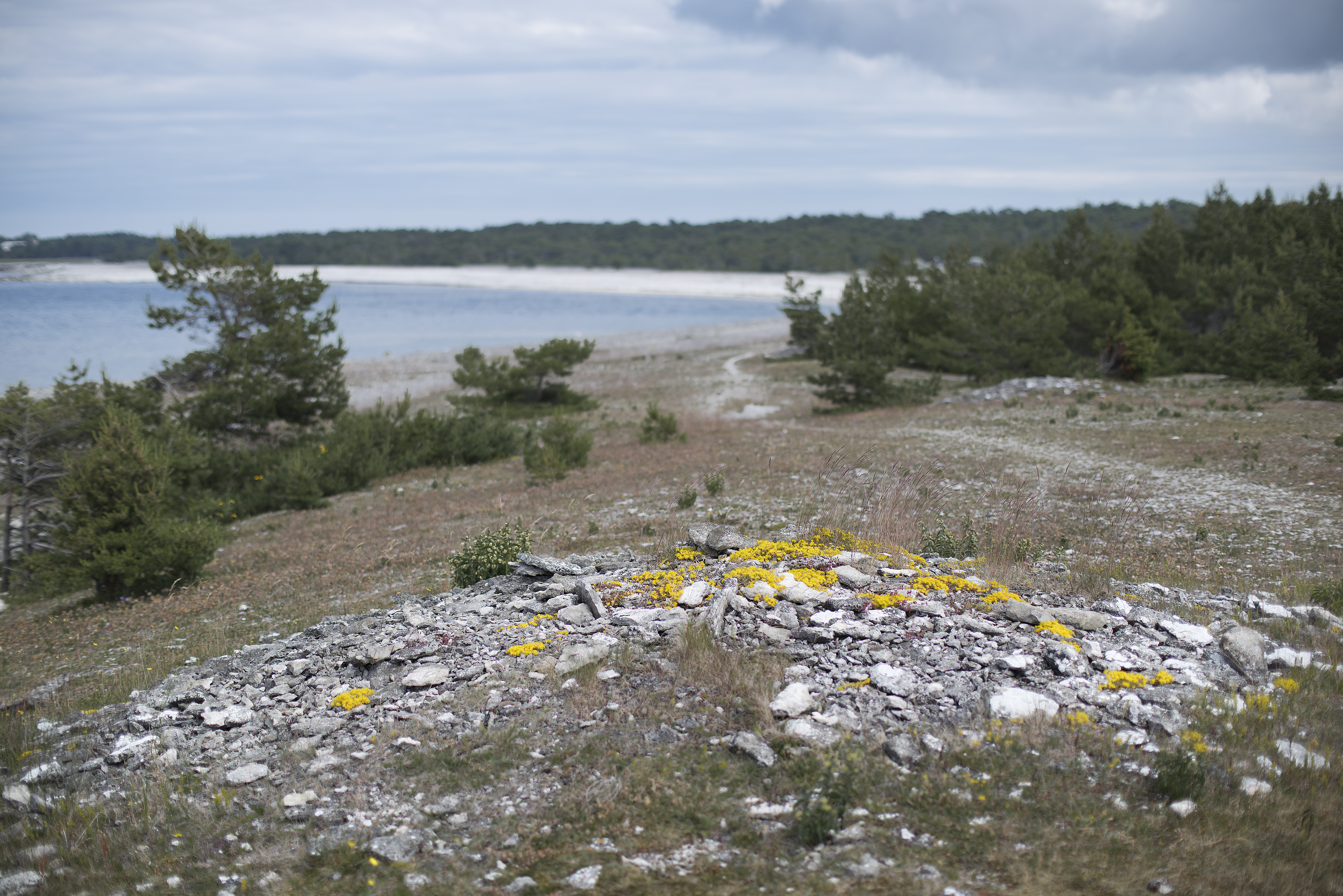
Gräberfeld Gamle Hamn

Der Gamle Hamn oder Gamla hamn (deutsch „Alter Hafen“) und die Ruine der St.-Olofs-Kapelle (lokal auch S:t Äulas körka) liegen auf der nordöstlich der schwedischen Insel Gotland gelegenen Insel Fårö. Das ehemalige Hafenbecken und die nahe Ruine sind über Waldwege erreichbar.
Das Hafenbecken war früher eine tiefe Meeresbucht. Heute ist es ein etwa 90 m langer schmaler Binnensee. Im Norden ist der ehemalige Hafenzugang durch Strandwälle blockiert, die wahrscheinlich bei schweren Stürmen während des 14. Jahrhunderts entstanden. Der östliche Teil des Hafenbeckens hatte einen hölzernen Anleger, wo man Ballastsand fand, der Schalen von Austern enthielt. Das bedeutet, dass der Ballast von Häfen außerhalb der Ostsee stammt. Im Jahre 1938 entdeckte man Ziegel und Keramikscherben aus glasiertem Steingut, so genanntes Siegburger Steinzeug, das eine Importware aus dem Rheinland darstellt. Die Funktion des Hafens ist unsicher; vermutlich handelte es sich um einen Handels- und Fischereihafen.
Etwa 100 m südlich des Hafens liegt das Fundament der Ruine der St.-Olofs-Kapelle. Die Kalksteinplatten, die heute zur Markierung der Ausdehnung des Gebäudes dienen, waren ursprünglich Fundamentplatten der kleinen Holzkapelle mit Chor und Langhaus. Die Kapelle ist von einem niedrigen Ringwall umgeben, der bei der Abgrenzung des runden Friedhofs wahrscheinlich als Fundament eines Zaunes diente. Die Gräber erhalten Steinsärge, die in ost-westlicher Richtung (christlich) angeordnet sind. 
Auf dem Strandwall westlich des Hafens zeichnen sich 15 vorchristliche Gräber als niedrige Erhebungen ab. Keines ist untersucht worden, aber der Form nach sind sie wikingerzeitlich. Sowohl die Gräber als auch die spätere Kapelle mit dem Friedhof stehen offenbar im Zusammenhang mit dem Hafen. Er wurde von der Vendelzeit, einer etwa 350 Jahre andauernden Periode vor der Wikingerzeit, bis ins Spätmittelalter genutzt.